# Матвиенков, Сергей Анатольевич
Сергей Анатольевич Матвиенков (род. 16 ноября 1957, Жданов) — украинский политик, народный депутат Украины 3-го, 4-го, 5-го, 7-го и 8-го созывов.

## Биография
В 1980 году окончил механико-машиностроительный факультет Ждановского металлургического института, инженер-механик.
С 1980 по 1982 год работал мастером цеха № 1 на Феодосийском механическом заводе.
С 1982 по 1998 год работал на Мариупольском металлургическом комбинате им. Ильича, прошёл путь от начальника смены до первого заместителя генерального директора — главного инженера.
С 1998 по 2002 год — народный депутат Украины III созыва (избран по одномандатному округу № 55). Член фракции «Регионы Украины» и Комитета Верховной Рады Украины по вопросам промышленной политики и предпринимательства.
С 2002 по 2006 год — народный депутат Украины IV созыва (избран по одномандатному округу № 55). Председатель подкомитета Комитета Верховной Рады Украины по вопросам промышленной политики и предпринимательства; член групп по межпарламентским связям с Ирландией, Японией, Индией, Китайской Народной Республикой и Грецией.
С 2006 по 2007 годы — народный депутат Украины V созыва (избран по списку Социалистической партии Украины, № 25). Заместитель главы фракции СПУ. Председатель Комитета Верховной Рады Украины по вопросам промышленной и регуляторной политики и предпринимательства; член группы по межпарламентским связям с Китайской Народной Республикой.
С 2007 по 2012 год — первый заместитель генерального директора — главный инженер ММК имени Ильича.
С октября 2012 по октябрь 2014 года — народный депутат Украины VII созыва (избран от Партии Регионов по 57-му одномандатному избирательному округу, набрав 60,5 % голосов избирателей. Председатель подкомитета по вопросам промышленной политики Комитета Верховной Рады Украины по вопросам промышленной и инвестиционной политики.
В октябре 2014 года на внеочередных парламентских выборах избран народным депутатом Украины по 57-му одномандатному избирательному округу, объединяющему Ильичевский и Орджоникидзевский районы Мариуполя. Самовыдвиженец, вошёл во фракцию Оппозиционного блока. Член Комитета Верховной Рады Украины по вопросам экономической политики.

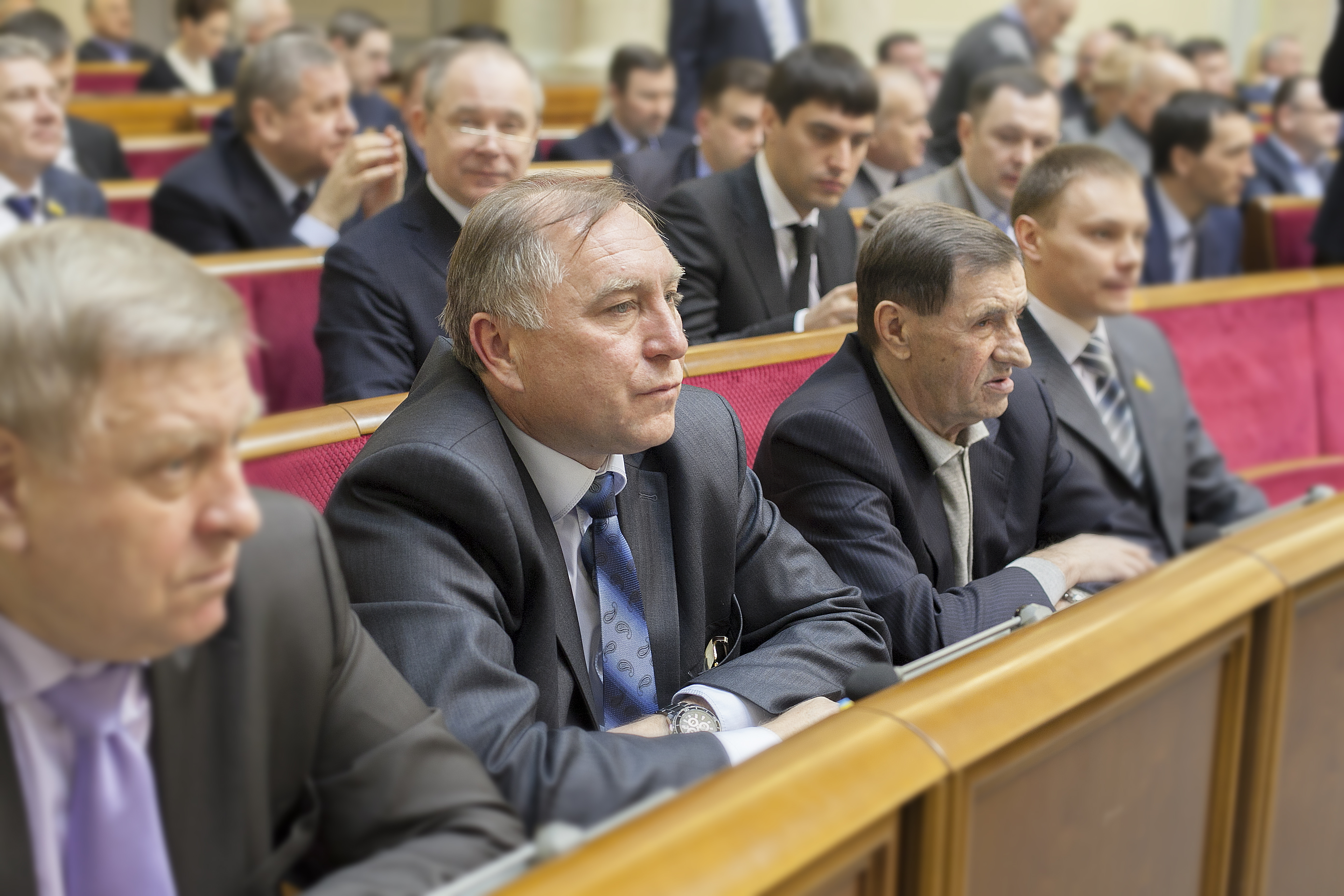
Народные депутаты Украины Сергей Матвиенков и Владимир Бойко на заседании Верховной Рады

25 декабря 2018 года включён в список украинских физических лиц, против которых российским правительством введены санкции.
Награждён орденом «За заслуги» — III, II степени, Почетной Грамотой Верховной Рады Украины, Почетной грамотой Кабинета Министров Украины.
Является соавтором 20 изобретений и 58 полезных моделей. За активную изобретательскую деятельность награждён знаком «Творец».
Победитель Всеканадской премии «Престиж» в номинации «Человек года» (2012).

## Общественная деятельность
С 1994 по 1998 год — депутат Мариупольского городского совета II созыва.
С 2010 по 2012 год — депутат Донецкого областного совета VI созыва.
Победитель конкурса «Мариуполец года — 2001».
Победитель конкурса "Мариуполец года — 2012″ (В номинации «За личный вклад в развитие инвестиционной и инновационной деятельности»).
Вице-президент ватерпольного клуба «Ильичевец» (Мариуполь).

## Семья
Отец — Матвиенков Анатолий Яковлевич (1936—1991) — металлург, начальник участка фасонно-сталелитейного цеха комбината им. Ильича.
Мать — Матвиенкова Надежда Иосифовна (1937) — работала машинистом электромостового крана в копровом цехе комбината им. Ильича, пенсионер.
Женат, супруга — Матвиенкова Ирина Павловна.
Сын и дочь имеют семьи и проживают, сын в Европе, дочь и первая жена в Москве, регулярно отдыхают в Крыму в санатории.